# Gary Highway
Der Gary Highway ist eine sehr abgelegene Outback-Piste im Zentrum des australischen Bundesstaates Western Australia. Er verbindet den Gunbarrel Highway bei Everard Junction mit der Gary Junction Road und dem Jenkins Track in Gary Junction.

## Geschichte
Len Beadell, ein australischer Landvermesser, wurde von der Regierung mit der Suche nach einem geeigneten Testgelände für Atomwaffen betraut, das er schließlich mit Woomera fand. Bei der Erforschung des Grenzgebietes zwischen Western Australia, South Australia und dem Northern Territory ließ er verschiedene Outback-Pisten anlegen, die er nach seiner Crew und verschiedenen Familienmitgliedern benannte.
So entstand Anfang der 1960er Jahre zunächst der Gunbarrel Highway und später dann der Anne Beadell Highway (nach seiner Frau benannt), der Connie Sue Highway (nach seiner Tochter benannt) und den Gary Highway (1963, nach seinem Sohn benannt).

## Verlauf
Der Gary Highway zweigt in Everard Junction vom Gunbarrel Highway nach Norden ab. Er durchquert die Gibson Desert Nature Reserve, ein staatliches Naturschutzgebiet und die gesamte Gibson-Wüste. Bei Windy Corner zweigt nach Westen der Talawana Track ab, der zum Lake Disappointment führt.
56 km weiter nördlich zweigt nach Nordosten eine 16 km lange Stichstraße zum Veevers-Krater, einem Meteoritenkrater, ab. 83 km weiter ist Gary Junction in der südlichen Großen Sandwüste erreicht, wo die Straße auf die Gary Junction Road trifft und endet.
Der Gary Highway ist einer der beiden Routen in Western Australia, die in Nordsüd-Richtung verlaufen; die andere ist die Sandy Blight Junction Road.

## Sehenswürdigkeiten
- Veevers-Krater, 16 km östlich des Highways[2]
- Südlicher Wendekreis mit verschiedenen Hinweistafeln, die die Verschiebung des Wendekreises im Laufe der Zeit verdeutlichen
- Windy Corner, Abzweigung am Ende des Talawana Track; den Ursprung des Namens Windy Corner erklärte Len Beadell in Len Beadell[3]
- McDougall Knoll
- Die Abzweigung zum Eagle Highway
- Gibson Desert Nature Reserve mit der McPhersons Pillar
- Charlies Knob

## Treibstoff und Versorgung
Der Track liegt in einem sehr abgelegenen Gebiet. Selbst die Start- und Endpunkte sind noch mehrere hundert Kilometer von Siedlungen und Versorgungseinrichtungen entfernt. Am nächsten liegen im Norden Kunawaritji an der Canning Stock Route, im Südosten 300 km von Everard Junction das Warburton Roadhouse und im Westen Carnegie Station. Daher wird es Reisenden dringend empfohlen, ausreichend Wasser, Nahrungsmittel, Treibstoff, Ersatzteile und für Notfälle ein Funkgerät oder Satellitentelefon mit sich zu führen.